# Pont-de-l'Isère
Pour les articles homonymes, voir Pont (toponyme).
Pont-de-l'Isère est une commune française située dans le département de la Drôme en région Auvergne-Rhône-Alpes.
Cette localité a été érigée en commune distincte en 1866 quand on l'a séparée de La Roche-de-Glun.

## Géographie

### Localisation
La commune est située à 10 km au sud de Tain-l'Hermitage (chef-lieu du canton) et à 10 km au nord de Valence.
Elle est traversée par le 45e parallèle nord. Elle est donc située à égale distance du pôle Nord et de l'équateur terrestre (environ 5 000 km).

### Relief et géologie
Sites particuliers :

### Hydrographie
Le territoire communal est bordé dans sa partie sud par l'Isère.

### Climat
Pour des articles plus généraux, voir Climat d'Auvergne-Rhône-Alpes et Climat de la Drôme.
En 2010, le climat de la commune est de type climat du Bassin du Sud-Ouest, selon une étude du Centre national de la recherche scientifique s'appuyant sur une série de données couvrant la période 1971-2000. En 2020, Météo-France publie une typologie des climats de la France métropolitaine dans laquelle la commune est dans une zone de transition entre le climat de montagne et le climat méditerranéen et est dans la région climatique Moyenne vallée du Rhône, caractérisée par un bon ensoleillement en été (fraction d’insolation > 60 %), une forte amplitude thermique annuelle (4 à 20 °C), un air sec en toutes saisons, orageux en été, des vents forts (mistral), une pluviométrie élevée en automne (250 à 300 mm).
Pour la période 1971-2000, la température annuelle moyenne est de 12,9 °C, avec une amplitude thermique annuelle de 18 °C. Le cumul annuel moyen de précipitations est de 888 mm, avec 7 jours de précipitations en janvier et 5 jours en juillet. Pour la période 1991-2020, la température moyenne annuelle observée sur la station météorologique de Météo-France la plus proche, « Mercurol », sur la commune de Mercurol-Veaunes à 8 km à vol d'oiseau, est de 13,4 °C et le cumul annuel moyen de précipitations est de 864,4 mm,. Pour l'avenir, les paramètres climatiques de la commune estimés pour 2050 selon différents scénarios d'émission de gaz à effet de serre sont consultables sur un site dédié publié par Météo-France en novembre 2022.

## Urbanisme

### Typologie
Au 1er janvier 2024, Pont-de-l'Isère est catégorisée petite ville, selon la nouvelle grille communale de densité à 7 niveaux définie par l'Insee en 2022.
Elle appartient à l'unité urbaine de Tournon-sur-Rhône, une agglomération inter-départementale dont elle est une commune de la banlieue,. Par ailleurs la commune fait partie de l'aire d'attraction de Valence, dont elle est une commune de la couronne,. Cette aire, qui regroupe 71 communes, est catégorisée dans les aires de 200 000 à moins de 700 000 habitants,.

### Occupation des sols
L'occupation des sols de la commune, telle qu'elle ressort de la base de données européenne d’occupation biophysique des sols Corine Land Cover (CLC), est marquée par l'importance des territoires agricoles (76,3 % en 2018), en diminution par rapport à 1990 (80,9 %). La répartition détaillée en 2018 est la suivante : cultures permanentes (45,5 %), zones agricoles hétérogènes (30,8 %), zones urbanisées (11,3 %), zones industrielles ou commerciales et réseaux de communication (7,8 %), eaux continentales (2,4 %), forêts (2,2 %). L'évolution de l’occupation des sols de la commune et de ses infrastructures peut être observée sur les différentes représentations cartographiques du territoire : la carte de Cassini (XVIIIe siècle), la carte d'état-major (1820-1866) et les cartes ou photos aériennes de l'IGN pour la période actuelle (1950 à aujourd'hui).

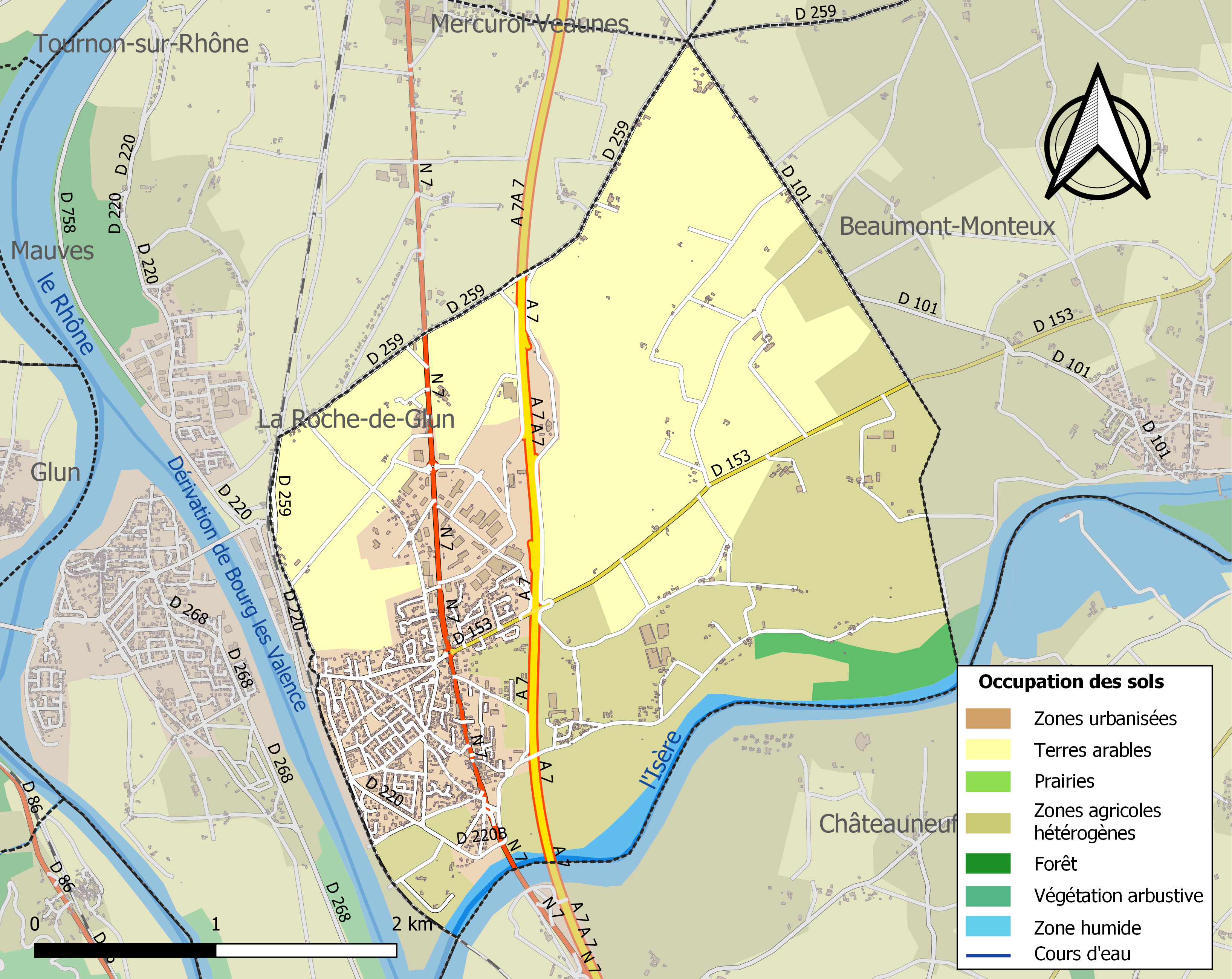
Carte des infrastructures et de l'occupation des sols de la commune en 2018 (CLC).

### Morphologie urbaine

#### Quartiers, hameaux et lieux-dits
Site Géoportail (carte IGN) :
- Aire de Service de Pont-de-l'Isère
- Aire de Service Latitude 45
- Beauséjour
- Bois de Gaye
- Chantemerle
- la Banquette
- Labatte
- le Bertrand
- le Piats du Dessous
- le Piats du Dessus
- le Pont
- les Charassis
- les Chauds
- les Daux
- les Désagnys
- les Gours
- les Grandes Blaches
- les Hautes Blaches
- les Îles de Désagny
- les Molles
- les Ores
- les Pautus
- les Perdigolles
- les Pérelles
- les Pibouleries
- les Ramas
- les Reymonds
- les Sarraillers
- les Virieux
- le Trévis
- le Village
- l'Île Brune
- Port Six Liards

### Voies de communication et transports
La commune est desservie par la route nationale N 7 et les routes départementales D 101, D 153, D 220 et D 259.
L'autoroute A 7 traverse la commune ; les péages les plus proches sont situés sur les communes de Mercurol-Veaunes (au nord) et de Bourg-lès-Valence (au sud).

## Toponymie

### Attestations
Dictionnaire topographique du département de la Drôme :
- 1767 : L'auberge du Pont de l'Isère (archives de la Drôme, E 1724).
- 1891 : Pont-de-l'Isère, commune du canton de Tain.

Un usage local (populaire) désigne la commune sous le vocable de Pont-d'Isère[réf. nécessaire].

### Étymologie
La commune emprunte son nom à un pont sur l'Isère.

## Histoire

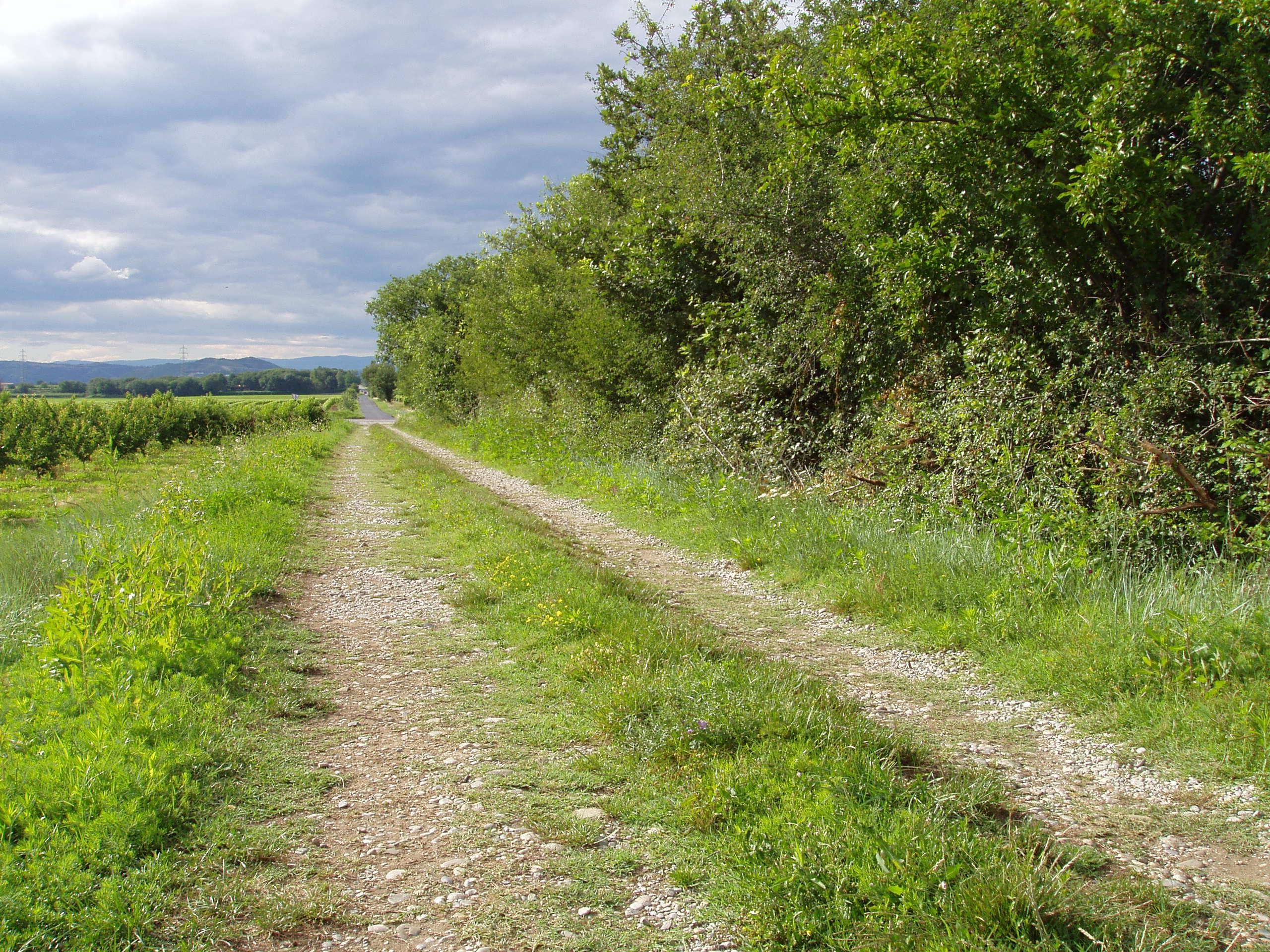
Le chemin et la route communale reprenant le tracé de la voie d’Agrippa, près de Beaumont-Monteux (Drôme).

### Antiquité: les Gallo-romains
La via Agrippa traversait la commune (carrefour des « Sept Chemins »).

La départementale 101, une route communale puis un chemin en ont repris le tracé rectiligne et servent aujourd'hui de limite aux communes de Beaumont-Monteux et Pont-de-l’Isère.

Non loin de là, le toponyme « Vie Magne » (via magna) témoigne du passage en ces lieux d’une « grande voie »[réf. nécessaire].

### Du Moyen Âge à la Révolution
Avant 1769, le passage de l'Isère est assuré par un bac établi au port de Sillart (voir ce nom).

En 1769, un pont en bois est construit. Il sera emporté par les eaux en 1778.

Un nouveau pont en bois est construit. Il sera détruit par un incendie en 1814 :

#### Sillart
Dictionnaire topographique du département de la Drôme :
- 1253 : Insula de Ciliaris (cartulaire de Saint-Félix).
- 1342 : Cillians (archives de la Drôme, E 3839).
- 1760 : Le port de Cellard sur le Rhosne au mandement de la Roche de Glun (archives de l'Isère, B 3443).
- 1765 : Sillas (archives de la Drôme, E 3829).
- (non daté) : Sixliards (pl. cad.)
- 1891 : Sillart, quartier de la commune du Pont-de-l'Isère, ancien emplacement d'un bac sur l'Isère remplacé en 1769 par un pont en bois emporté en 1778.

### De la Révolution à nos jours
1814 : l'ancien pont en bois est détruit par un incendie. Il sera reconstruit en 1822.
Le 13 juin 1866, la localité est distraite de la commune de la Roche-de-Glun.

## Politique et administration

### Liste des maires
| Période                                                                   | Période                   | Identité                                  | Étiquette | Qualité                     |
| ------------------------------------------------------------------------- | ------------------------- | ----------------------------------------- | --------- | --------------------------- |
| Les données manquantes sont à compléter. : depuis 1866                    |                           |                                           |           |                             |
| 1866                                                                      | 1871                      | ?                                         |           |                             |
| Les données manquantes sont à compléter. : depuis la fin du Second Empire |                           |                                           |           |                             |
| 1871                                                                      | 1874                      | ?                                         |           |                             |
| 1874                                                                      | 1878                      | ?                                         |           |                             |
| 1878                                                                      | 1884                      | ?                                         |           |                             |
| 1884                                                                      | 1888                      | ?                                         |           |                             |
| 1888                                                                      | 1892                      | ?                                         |           |                             |
| 1892                                                                      | 1896                      | ?                                         |           |                             |
| 1896                                                                      | 1900                      | ?                                         |           |                             |
| 1900                                                                      | 1904                      | ?                                         |           |                             |
| 1904                                                                      | 1908                      | ?                                         |           |                             |
| 1908                                                                      | 1912                      | ?                                         |           |                             |
| 1912                                                                      | 1919                      | ?                                         |           |                             |
| 1919                                                                      | 1925                      | ?                                         |           |                             |
| 1925                                                                      | 1929                      | ?                                         |           |                             |
| 1929                                                                      | 1935                      | ?                                         |           |                             |
| 1935                                                                      | 1945                      | ?                                         |           |                             |
| 1945                                                                      | 1947                      | ?                                         |           |                             |
| 1947                                                                      | 1953                      | ?                                         |           |                             |
| 1953                                                                      | 1959                      | ?                                         |           |                             |
| 1959                                                                      | 1965                      | ?                                         |           |                             |
| 1965                                                                      | 1971                      | André Despeisse                           |           |                             |
| 1971                                                                      | 1977                      | André Despeisse                           |           | maire sortant               |
| 1977                                                                      | 1983                      | André Despeisse                           |           | maire sortant               |
| 1983                                                                      | 1989                      | André Despeisse                           |           | maire sortant               |
| 1989                                                                      | 1995                      | André Despeisse                           |           | maire sortant               |
| 1995                                                                      | 2001                      | André Despeisse                           |           | maire sortant               |
| 2001                                                                      | 2004                      | Daniel Guigard                            |           |                             |
| 2004 (élection ?)                                                         | 2008                      | Lucien Bonnet                             |           |                             |
| 2008                                                                      | 2014                      | Lucien Bonnet                             |           | maire sortant               |
| 2014                                                                      | 2020                      | Marie-Claude Lambert                      |           | retraitée de l'enseignement |
| 2020                                                                      | En cours (au 13 mai 2022) | Marie-Claude Lambert[source insuffisante] | DVD       | maire sortante              |

## Population et société

### Démographie
L'évolution du nombre d'habitants est connue à travers les recensements de la population effectués dans la commune depuis 1866. Pour les communes de moins de 10 000 habitants, une enquête de recensement portant sur toute la population est réalisée tous les cinq ans, les populations de référence des années intermédiaires étant quant à elles estimées par interpolation ou extrapolation. Pour la commune, le premier recensement exhaustif entrant dans le cadre du nouveau dispositif a été réalisé en 2005.

En 2022, la commune comptait 3 683 habitants, en évolution de +7,85 % par rapport à 2016 (Drôme : +2,64 %, France hors Mayotte : +2,11 %).
| 1866 | 1872 | 1876 | 1881 | 1886 | 1891 | 1896 | 1901 | 1906 |
| ---- | ---- | ---- | ---- | ---- | ---- | ---- | ---- | ---- |
| 627  | 639  | 645  | 569  | 555  | 562  | 559  | 533  | 545  |

| 1911 | 1921 | 1926 | 1931 | 1936 | 1946 | 1954 | 1962 | 1968  |
| ---- | ---- | ---- | ---- | ---- | ---- | ---- | ---- | ----- |
| 568  | 524  | 526  | 513  | 525  | 485  | 570  | 653  | 1 135 |

| 1975  | 1982  | 1990  | 1999  | 2005  | 2006  | 2010  | 2015  | 2020  |
| ----- | ----- | ----- | ----- | ----- | ----- | ----- | ----- | ----- |
| 1 304 | 2 477 | 2 770 | 2 688 | 2 604 | 2 620 | 2 871 | 3 363 | 3 608 |

| 2022  | - | - | - | - | - | - | - | - |
| ----- | - | - | - | - | - | - | - | - |
| 3 683 | - | - | - | - | - | - | - | - |

### Services et équipements
- Bibliothèque[réf. nécessaire].

### Enseignement
La commune relève de l’académie de Grenoble.

### Manifestations culturelles et festivités
- Comité des fêtes[réf. nécessaire].
- Fête : le deuxième dimanche de juin[21].
- Chaque deuxième dimanche du mois : grande brocante[réf. nécessaire].

### Loisirs
- Club de danse (Dynamic Danse)[réf. nécessaire].

### Sports
- Club de foot (USPR)[réf. nécessaire] ;
- club de tennis[réf. nécessaire] ;
- club de judo[réf. nécessaire].

### Médias
Le territoire de la commune se situe dans l'aire de diffusion de plusieurs médias :

#### Presse écrite
- Le Dauphiné libéré, quotidien régional qui consacre, chaque jour, y compris le dimanche, dans son édition de « Romans et Drôme des collines » un ou plusieurs articles à l'actualité du canton et de la commune, ainsi que des informations sur les éventuelles manifestations locales, les travaux routiers, et autres événements divers à caractère local.
- L'Agriculture Drômoise, journal d'informations agricoles et rurales, couvre l'ensemble du département de la Drôme.
- Drôme Hebdo (ancien Peuple Libre), hebdomadaire chrétien d'informations.

#### Presse audio-visuelle
La commune est située sur l'aire de diffusion de Ici Drôme Ardèche, une radio publique également diffusée sur tout le territoire du département de la Drôme et de l'Ardèche.

### Cultes
La communauté catholique et l'église de Pont-de-L'Isère (propriété de la commune) dépendent de la paroisse Saint Vincent de l'Hermitage.

## Économie

### Agriculture
En 1992 : céréales, vergers, vignes (vins AOC Crozes-Hermitage, VDQS Côtes-du-Rhône, porcins, caprins.
- Marché aux fruits : journalier du 15 au 15 septembre[21].

### Commerce
- Hôtel-restaurant de Michel Chabran, un célèbre cuisinier[réf. nécessaire].
- L'un des deux seuls restaurants McDonald's établis sur une aire d'autoroute en France (le second est situé sur l'aire de Villabé dans l'Essonne). Il est situé de façon à être accessible à la fois par les habitants de Pont-de-l'Isère et par les usagers de l'autoroute. Ce McDonald's est l'un des premiers à avoir été ouverts en France et a été longtemps le plus grand du pays. Il a même été durant quelques années le plus grand d'Europe[réf. nécessaire].

### Industrie
- Une carrière[1] ;
- une conserverie[1].

## Culture locale et patrimoine

### Lieux et monuments

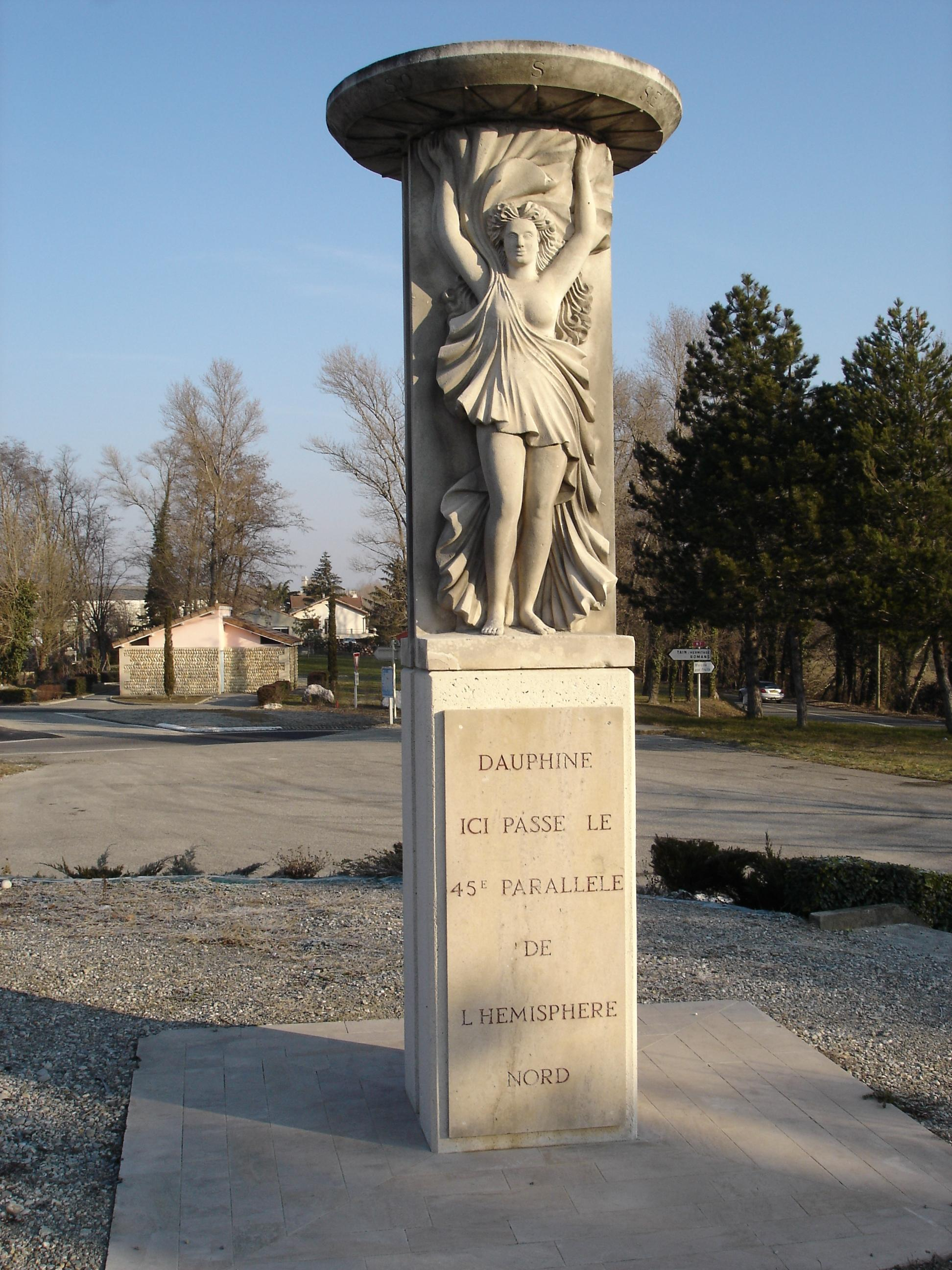
Monument du. Son autre face arbore l'inscription « Ici commence le Midi ».

- Château Beauséjour : maison forte transformée au XVIIIe siècle[réf. nécessaire].
- Monument marquant le point précis où la route RN7 croise le 45e parallèle[21] (à l'entrée sud du village, œuvre du sculpteur André Deluol[réf. nécessaire]).
- Pont sur l'Isère[21].
- Église Notre-Dame-de-l'Assomption de Pont-de-l'Isère, récente[21].

### Personnalités liées à la commune
- Bob Lennon : vidéaste web, auteur et comédien français.

### Héraldique, logotype et devise
| Blason de Pont-de-l'Isère | Blason  | D'azur au pont d'une arche d'argent maçonné de sable mouvant des flancs posé sur une burelle ondée d'argent surmonté d'une divise du même et du nombre 45 en chiffre d'or brochant sur la divise. |
| Blason de Pont-de-l'Isère | Détails | Le statut officiel du blason reste à déterminer. |